# Johanneskerk (Leipzig)
De Johanneskerk (Duits: Johanniskirche) was een protestants kerkgebouw ten oosten van de historische binnenstad van Leipzig. In de Tweede Wereldoorlog werd de Johanneskerk zwaar getroffen door oorlogshandelingen. De ruïne van het gebouw werd na de oorlog opgeblazen.

## Geschiedenis
Als kerk werd de Sint-Johannes in de 14e eeuw gebouwd. In 1547 werd het gebouw gedeeltelijk verwoest, vervolgens afgebroken en in de jaren 1582-1584 opnieuw gebouwd. De Johanneskerk kreeg pas in de jaren 1746-1749 een toren in de stijl van de barok.
Tijdens en na de volkerenslag in 1813 diende de kerk als lazaret. De gehele kerk werd in de jaren 1894-1897 op de toren na afgebroken en naar een ontwerp van Hugo Licht in neobarokke stijl herbouwd. Het bij de afbraak gevonden stoffelijk overschot van de componist Johann Sebastian Bach en de overblijfselen van de dichter Christian Fürchtegott Gellert werden in sarcofagen voor de altaarruimte bijgezet.
Na de verwoesting van de kerk in de Tweede Wereldoorlog werd de ruïne van het kerkschip op 19 februari 1949 geruimd. Ondanks reeds uitgevoerde restauraties en bezwaren van de bevolking en kerken, verordonneerde de SED in april 1963 de sloop van de toren. De protesten haalden niets uit en op 9 mei 1963 werd ook de toren opgeblazen. Het stoffelijk overschot van Bach werd bijgezet in de Thomaskerk (Thomaskirche), het gebeente van Christian Fürchtegott Gellert kreeg een plek in de Pauluskerk (Paulinerkirche). De kerkelijke gemeente van de Johanneskerk werd bij de Nicolaaskerk gevoegd.
In 2003 werd de vereniging Johanniskircheturm e.V. opgericht, die zich ten doel stelt om de kerktoren op de oorspronkelijke plaats te herbouwen.

## Afbeeldingen

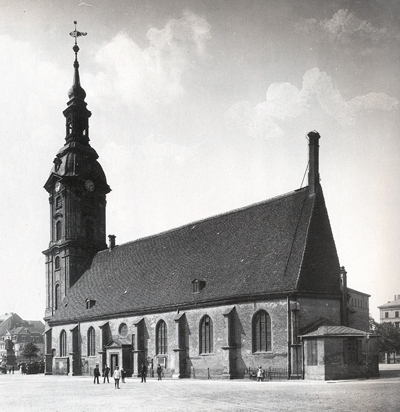
De Johanneskerk voor 1894
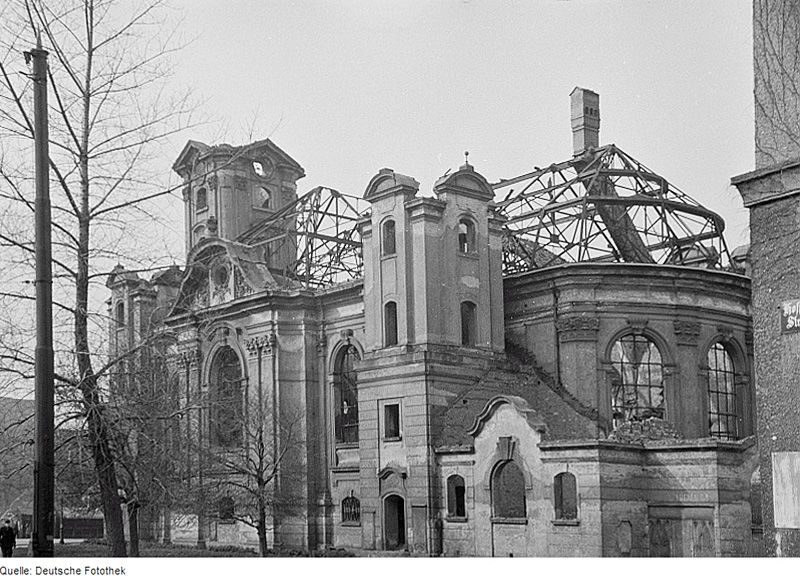
De verwoeste kerk
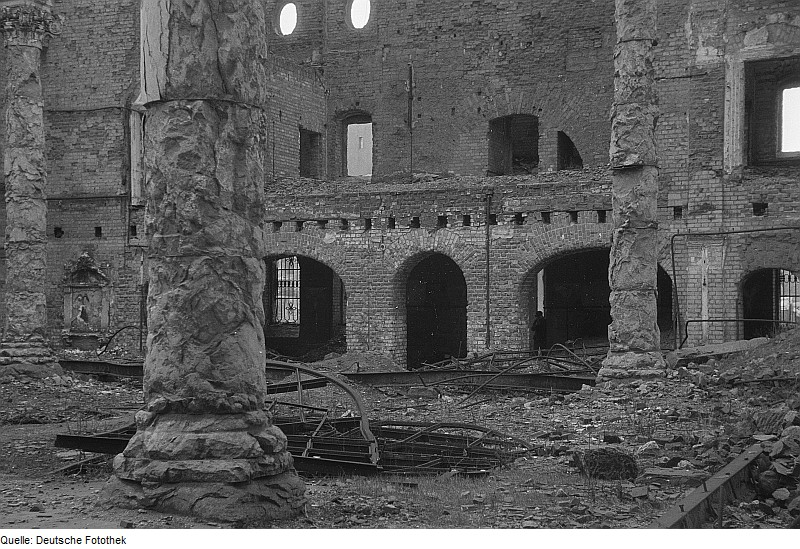
Het interieur
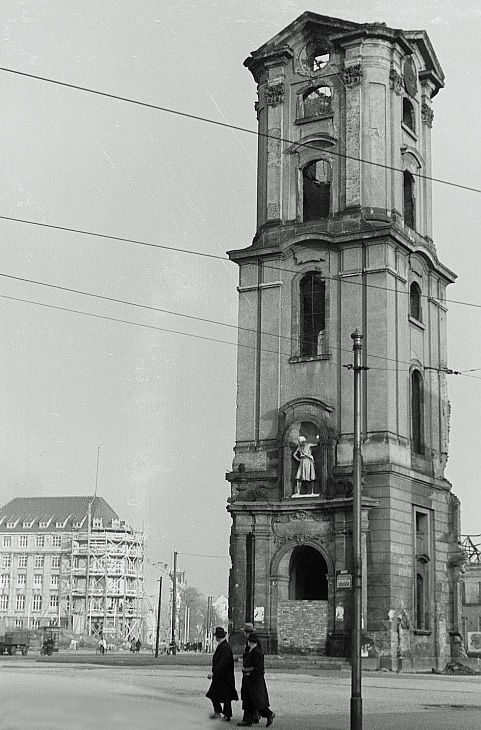
De ruïne van de toren
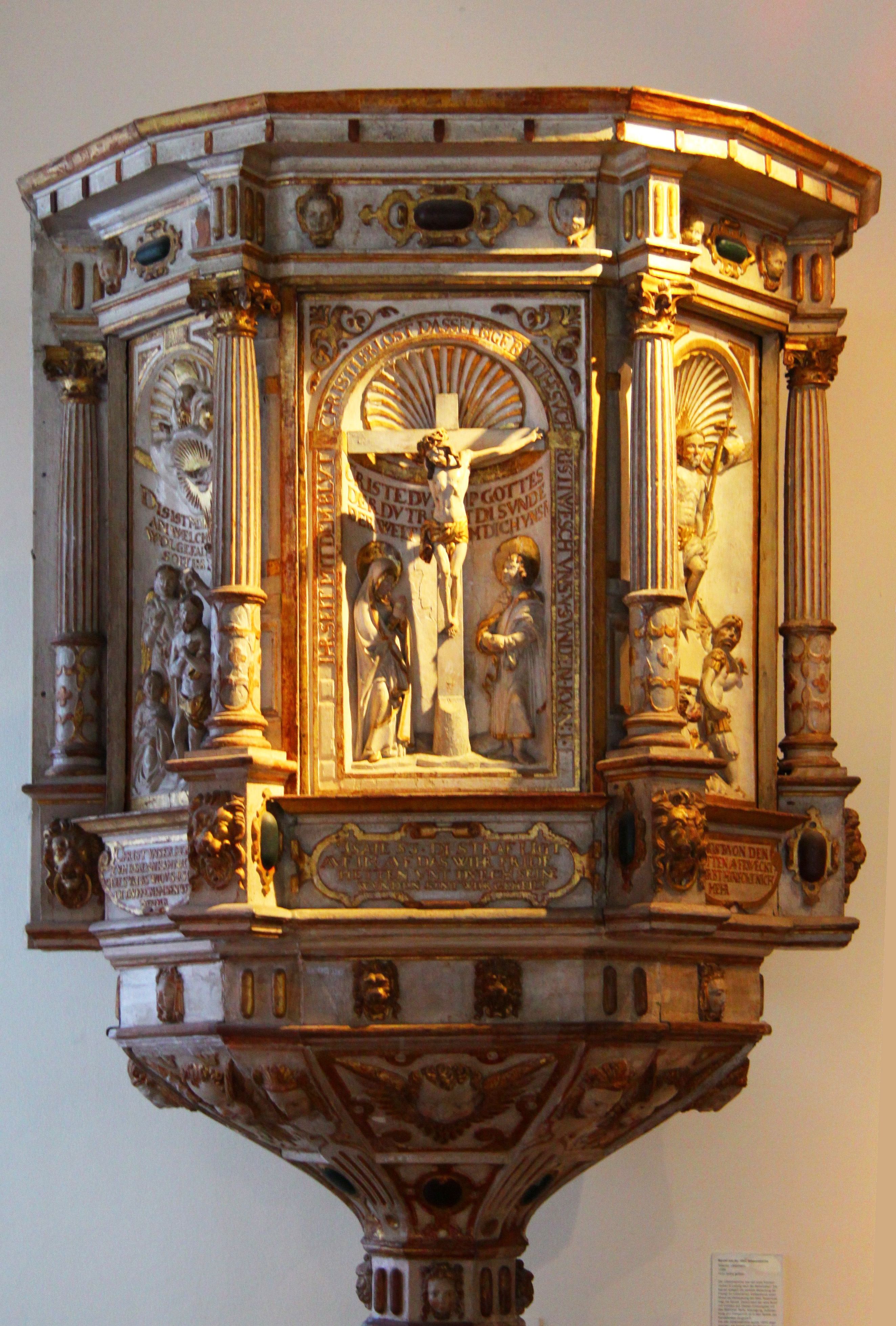
de kansel van de voormalige Johanneskerk (tegenwoordig in het geschiedkundig museum van Leipzig)